# Baixada de la Misericòrdia
La Baixada de la Misericòrdia és una obra de Tarragona protegida com a Bé Cultural d'Interès Local.

## Descripció
Carrer que serveix d'unió entre la plaça de la Font i el carrer Major que manté encara una unitat constructiva i paisatgística.
El 2019 es va renovar la barana, després que el pas d'un camió la trenqués.